# نیروی دریایی خلق ویتنام
نیروی دریایی خلق ویتنام ( ویتنامی: Hải quân nhân dân Việt Nam)، که معمولاً با نام نیروی دریایی ویتنام شناخته می‌شود، نیروی دریایی ارتش خلق ویتنام است و مسئول حفاظت از آب‌های ملی، جزایر، و منافع کشور در حوزه اقتصاد دریایی، در هماهنگی با پلیس دریایی، خدمات گمرکی و نیروی دفاع مرزی است. 